# Rüdiger Nehberg

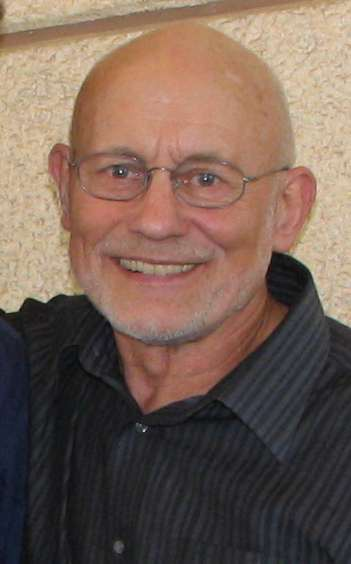
Nehberg vào năm 2007

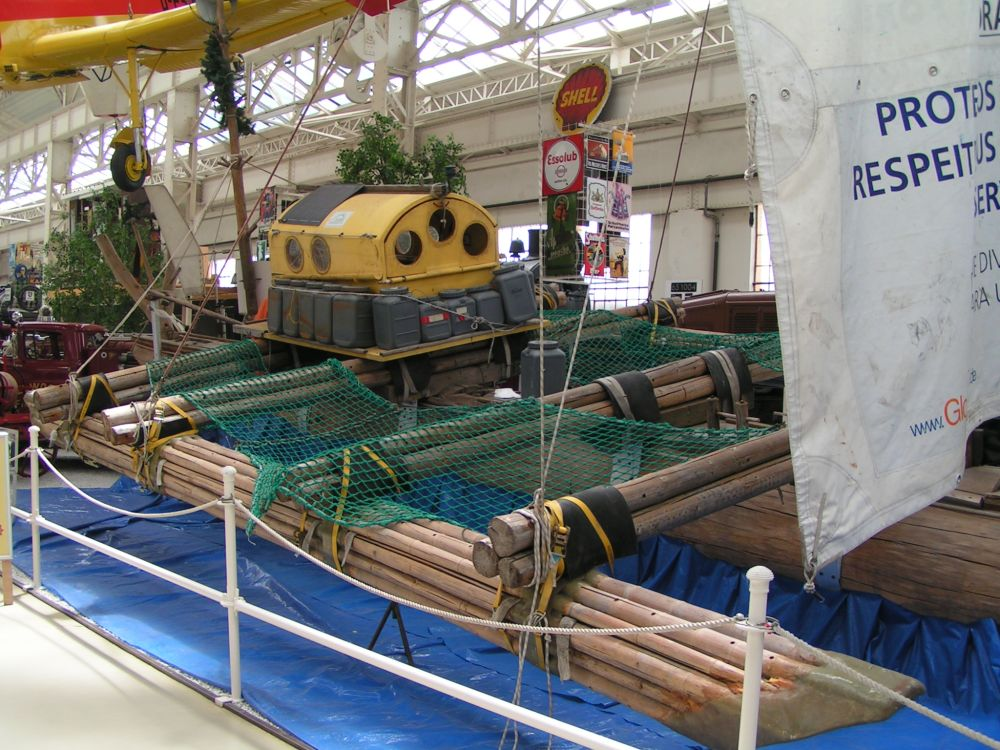
The Tree

Rüdiger Nehberg, còn được gọi là 'Ngài Vival', (sinh ngày 4 tháng 5 năm 1935) là một nhà hoạt động nhân quyền, tác giả và chuyên gia sinh tồn người Đức. Ông là người sáng lập và chủ tịch của tổ chức chống hủ tục FGM TARGET, đồng thời là chủ tịch của các tổ chức Friends of Peoples Close to Nature (phần tiếng Đức - Freunde der Naturvölker) và Rettet den Regenwald (Giải cứu Rừng mưa). Ông hiện đang sống ở Rausdorf gần Hamburg, Đức.

## Sự nghiệp
Ông chào đời tại Bielefeld, là nơi mà ông có chuyến phiêu lưu đầu tiên năm lên bốn tuổi. Nhằm khiến cho bố mẹ mình lo lắng, cậu bé Rüdiger đã biến mất mà không báo trước và chỉ được cảnh sát tìm thấy hai ngày sau đó.
Sau giờ học, Nehberg ban đầu trở thành đầu bếp bánh ngọt bằng cách trao đổi, nhưng ngày càng chuyển sự chú ý sang sinh tồn ngoài trời. Năm 1972, cùng với hai người bạn, ông trở thành một trong những người đầu tiên đi du lịch dọc theo sông Nin Xanh trên một chiếc thuyền tự chế.
Từ năm 1980, ông đã tham gia bảo vệ lợi ích của bộ tộc thổ dân châu Mỹ Yanomami. Với kế hoạch mạo hiểm của mình, "The Tree" (băng qua Đại Tây Dương trên cây linh sam vào năm 2000), ông đã góp phần vào việc cung cấp một vùng riêng biệt được bảo vệ cho người Yanomami. Năm 1981 – dẫn theo một đội chụp ảnh – ông đã đi khắp nước Đức mà không có bất kỳ thiết bị đặc biệt nào và chỉ dựa vào nguồn thực phẩm bằng những gì ông có thể tìm thấy trong tự nhiên. Năm 1987, Nehberg vượt Đại Tây Dương trên một chiếc thuyền đạp.
Ông cũng là một trong những người đầu tiên làm mất uy tín của câu chuyện giả dối "Tatunca Nara", đã được công khai trên các phương tiện truyền thông Đức và Brasil. Một công nhân người Đức tên là Hans Günther Hauck đã rời khỏi nhà ở gần Nuremberg vào năm 1967, chuyển vào vùng rừng rậm Brasil và tự xưng là thủ lĩnh của bộ lạc bí mật Ugha-Mongulala, từng sống ẩn mình trong thành phố rừng rậm bí mật Akakor trong 15.000 năm. Cả thành phố lẫn bộ lạc đều không tồn tại. Tuy nhiên, nhiều nhà làm phim và những người đàn ông và phụ nữ yêu thích phiêu lưu tin rằng Nara, và ba người thậm chí đã chết trong các chuyến du ngoạn trong rừng do Tatunca dẫn đầu. Các tình huống dẫn đến cái chết của họ chưa bao giờ được tiết lộ đầy đủ. Trong cuốn sách của Nehberg nhan đề Der selbstgemachte Häuptling (Tù trưởng tự phong), có thể đọc toàn bộ câu chuyện về người đàn ông bí ẩn này và hành động của hắn ta.
Tháng 9 năm 2000, ông thành lập tổ chức nhân quyền TARGET để ngăn chặn hành vi cắt bỏ bộ phận sinh dục nữ (FGM). Vì lời cam kết của mình đối với các dân tộc đang bị đe dọa, Nehberg đã được trao giải Bundesverdienstkreuz ("Federal Cross for Merit"). Tháng 11 năm 2006, TARGET đã tổ chức và tài trợ cho một hội nghị dưới sự bảo trợ của Đại Mufti Ai Cập Ali Gomaa ở Đại học Al-Azhar tại Cairo. Kết quả của hội nghị, đã khiến giới chức hàng đầu của luật Hồi giáo lên tiếng phản đối việc cắt bỏ bộ phận sinh dục.
Tháng 3 năm 2009, Rüdiger Nehberg và Tarafa Baghajati đã gặp gỡ Sheikh Giáo sư Tiến sĩ Yusuf al-Qaradawi ở Qatar, một trong những học giả có thẩm quyền đương thời nổi tiếng nhất của Hồi giáo. Họ đã nhận được một fatwa từ học giả pháp lý được công nhận, nói rằng việc cắt bỏ bộ phận sinh dục của các cô gái thường bị cấm và xem là "công việc của quỷ" vì nó chống đối trực tiếp đạo đức của Hồi giáo.
Tháng 8 năm 2009, Nehberg kết hôn với người vợ thứ hai.
Tháng 2 năm 2011, Rüdiger Nehberg và Tarafa Baghajati đã gặp gỡ Sheikh Giáo sư Tiến sĩ Mohamed Said Ramadan Al-Bouti và có được một fatwa tương tự chống lại hủ tục cắt bỏ bộ phận sinh dục nữ. Năm 2014, ông có buổi nói chuyện TEDx về công việc của mình nhằm ngăn chặn FGM.

## Tác phẩm
- Survival-Lexikon, ISBN 3-492-23055-5
- Drei Mann, ein Boot, zum Rudolfsee, ISBN 3-492-22714-7
- Abenteuer am Blauen Nil, ISBN 3-492-23251-5
- Mit dem Baum über den Atlantik, ISBN 3-492-23607-3
- Die Kunst zu Überleben, Survival, ISBN 3-492-22622-1
- Survival, ISBN 3-492-22717-1
- Survival-Abenteuer vor der Haustür, ISBN 3-492-22715-5
- Überleben ums Verrecken, ISBN 3-89029-219-4
- Echt verrückt!, ISBN 3-89029-264-X
- Die Yanomami-Indianer, ISBN 3-492-23922-6
- Abenteuer Urwald, ISBN 3-89029-286-0
- Abenteuergeschichten, ISBN 3-453-01855-9
- Rüdiger Nehberg - Die Autobiographie, ISBN 3-89029-297-6